# حسن کادش
حسن کادش (عربی: حسن كادش؛ زادهٔ ۶ سپتامبر ۱۹۹۲) یک بازیکن فوتبال اهل عربستان سعودی است.
از باشگاه‌هایی که در آن بازی کرده‌است می‌توان به الاتفاق عربستان اشاره کرد.

## تیم ملی
وی همچنین در تیم ملی فوتبال عربستان سعودی بازی کرده است.